# Nightflight to Venus
Nightflight to Venus är ett album från 1978 av Boney M.

## Låtlista

### Sida A
1. "Nightflight to Venus" (Frank Farian, Fred Jay, Dietmar Kawohl) - 4:46
2. "Rasputin" (Frank Farian, Fred Jay, George Reyam (Hans-Jörg Mayer)) - 5:51
3. "Painter Man" (Eddie Phillips, Kenny Pickett) - 3:10
4. "He Was a Steppenwolf" (Frank Farian, Fred Jay, Stefan Klinkhammer) -  6:51
5. "King of the Road" (Roger Miller) -  2:35

### Sida B
1. "Rivers of Babylon" (Brent Dowe, Trevor McNaughton, Frank Farian, George Reyam) - 4:18
2. "Voodoonight" (Giorgio Sgarbi) - 3:31
3. "Brown Girl in the Ring" (Traditionell; arrangerad av Frank Farian) - 4:02
4. "Never Change Lovers in the Middle of the Night" (Mats Björklund, Keith Forsey, Fred Jay) - 5:32
5. "Heart of Gold" (Neil Young) - 4:00